# Museo nazionale dell'Iran
Il Museo Nazionale dell'Iran (in persiano موزهٔ ملی ایران‎, Mūze-ye Mellī-ye Īrān) è sito a Teheran (Iran).
Si tratta di un'istituzione formata da due complessi, tra cui il Museo dell'Iran Antico (Mūze-ye Īrān-e bāstān) che è stato inaugurato nel 1937, e il Museo dell'era (post) islamica (Mūze-ye Dowrān-e [pasā] Eslāmī) che è stato inaugurato nel 1972.
Ospita monumenti storici iraniani antichi e medievali, tra cui vasi di ceramica, oggetti in metallo, tessili, e alcuni libri rari e monete.
Ci sono una serie di dipartimenti di ricerca nel museo, compresi i dipartimenti del Paleolitico e quello Osteologico, e un centro per gli studi della ceramica.

## Storia
L'edificio in mattoni del Museo dell'Iran antico è stato progettato dall'architetto francese André Godard nel XX secolo. È stato influenzato dalle volte in stile sassanide, in particolare la Taq-i Kisra a Ctesifonte. Con una superficie di circa 11.000 metri quadrati, è stato completato nel giro di due anni da Abbas Ali Memar e da Morad Tabrizi. Il complesso è stato inaugurato nel 1928. L'ingresso principale ricorda quello di un iwan.

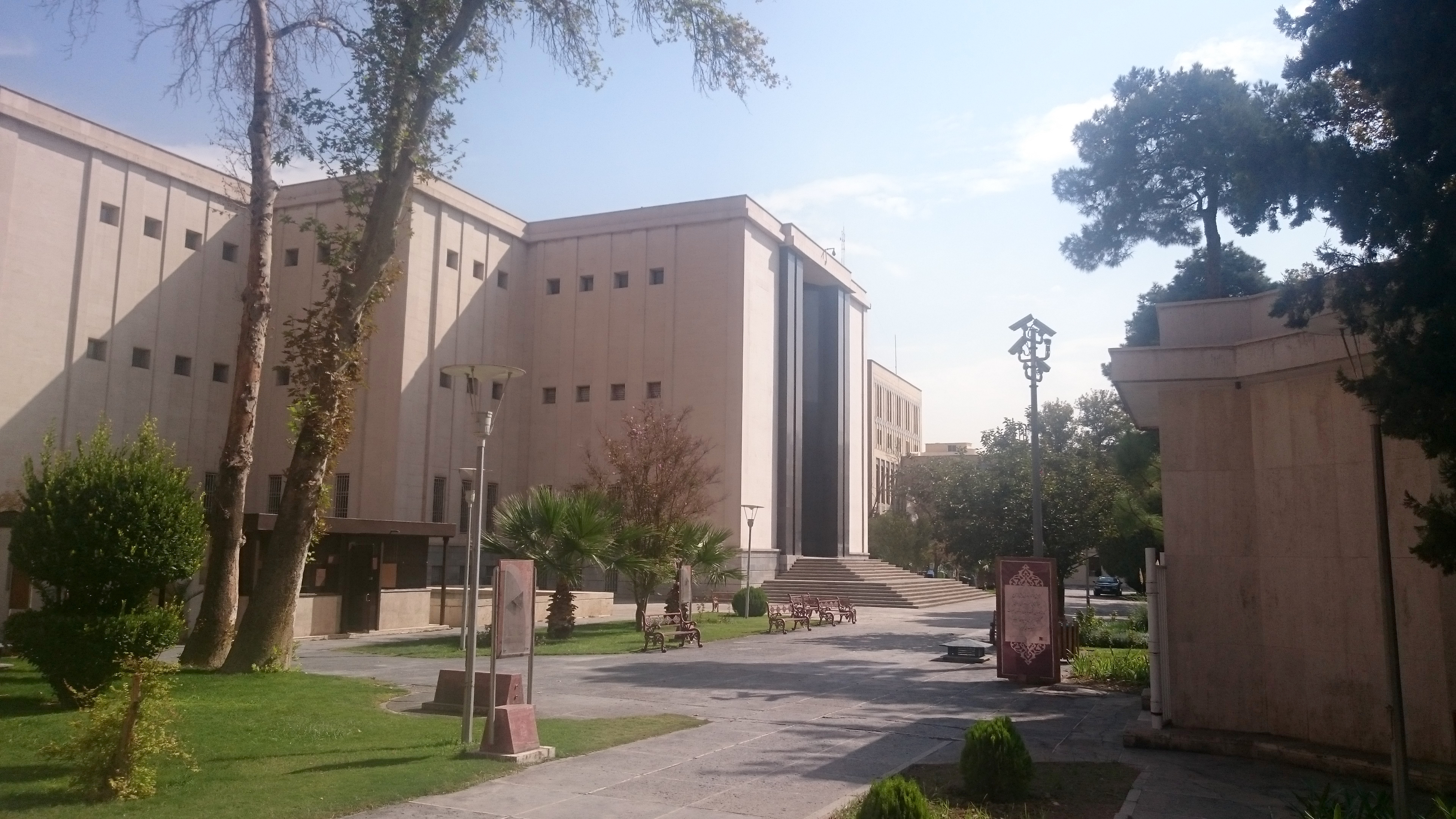
Museo dell'era post-islamica

Mentre il Museo dell'Iran Antico ha sempre avuto un mandato chiaro nel mostrare i reperti archeologici, così come alcuni rari tessuti medievali e dei tappeti, l'edificio più recente ha cominciato ad essere caratterizzato anche le squisite ceramiche Amlash dalla preistoria delle regioni del Mar Caspio dell'Iran. Questa è stata seguita dalle arti moderne, e il riallestimento ripetuto degli interni.
Nel 1996 è stato inaugurato il Museo dell'era (post) islamica  costruito con il travertino bianco sui terreni erbosi del Museo dell'Iran Antico. Si è passati così attraverso alcuni interni cambiati piuttosto in fretta, ed era ancora in fase di ristrutturazione quando la rivoluzione del 1979 sconvolse il paese.
Il vecchio edificio è costituito da tre sale. Le sale contengono manufatti e fossili del basso, medio e Paleolitico superiore, così come il Neolitico, Calcolitico, bassa e tarda età del bronzo, e l'età del ferro I-III, attraverso i periodi dei Medi, degli achemenidi, dei Seleucidi, dei Parti, e dei sasanidi.
Il Museo dell'Era (post-) Islamica si estende per tre piani. Contiene vari pezzi di ceramica, tessile, libri, manufatti, astrolabi e calligrafia, dell'Era post-Islamica.
Secondo i piani è in corso la costruzione di un altro edificio, poiché quelli attuali non hanno le capacità e gli standard per conservare tutti i tesori scavati. La raccolta è pari a 300.000 manufatti.
Dal Maggio 2003 è stata avviata una Cooperazione tra il Ministero degli Affari Esteri italiano e il museo per il riallestimento e la predisposizione di un progetto di adeguamento sismico degli edifici.

## Collezioni dell'antico Iran

### I manufatti preistorici
I manufatti più antichi del museo provengono da Kashafrud, Darband e Ganj Par, siti che risalgono al Paleolitico inferiore. Gli strumenti di pietra musteriani fatti da uomini di Neanderthal sono anche in mostra nella prima sala del Museo dell'antico Iran. I più importanti strumenti del Paleolitico superiore provengono dalla Grotta Yafteh, risalente a circa 30.000-35.000 anni. Ci sono anche figure umane e animali di 9.000 anni fa provenienti dalla collina di Sarab nella provincia di Kermanshah, e molti altri manufatti antichi.

### Persepoli
Diversi sono i manufatti provenienti da Persepoli, quello più importante è il bassorilievo dell'Udienza reale, ma sono presenti anche un capitello a forma di testa umana, un'iscrizione cuneiforme che proclama la potenza di Serse, l'iscrizione a tre lingue dell'epoca di Dario, un capitello a forma di toro, una scala e il famoso mastino di Persepoli.

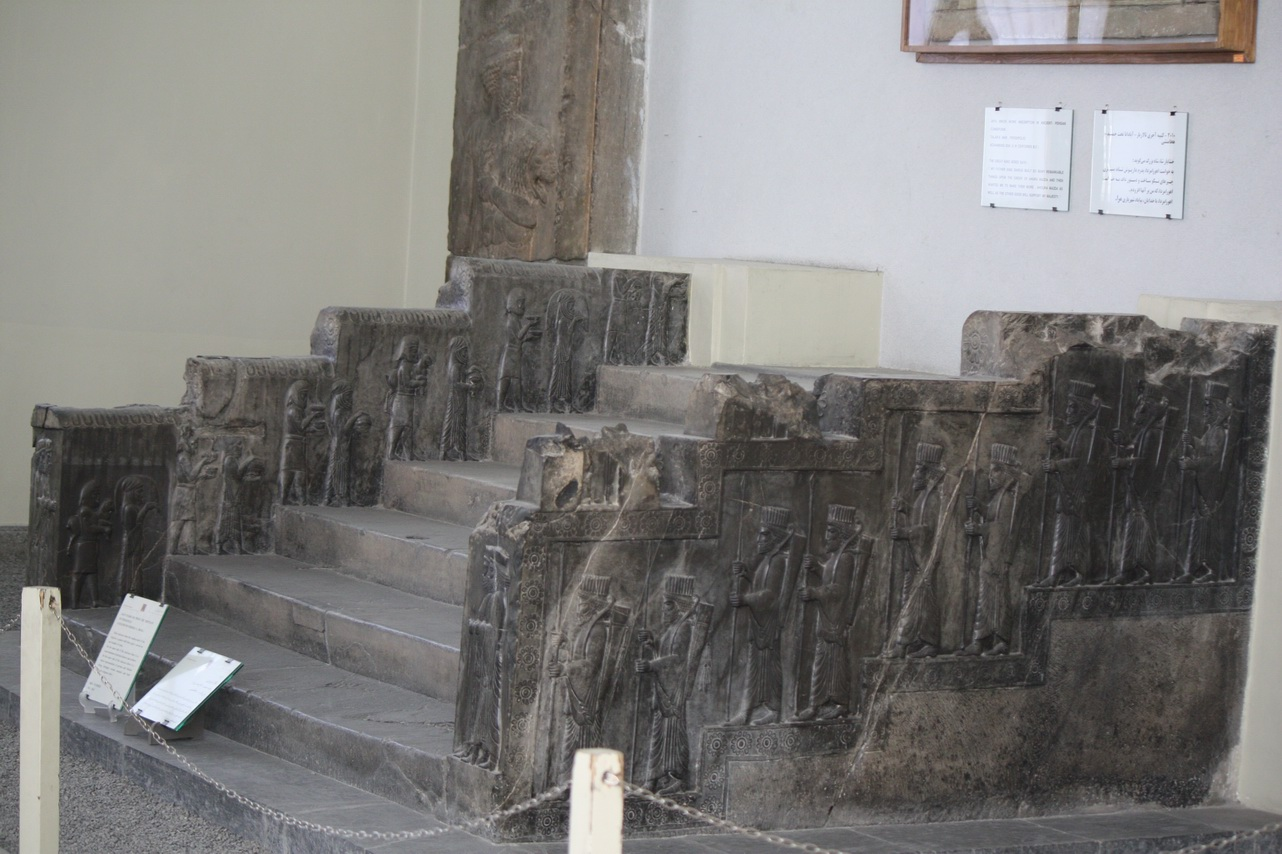
Scalinata di Persepoli
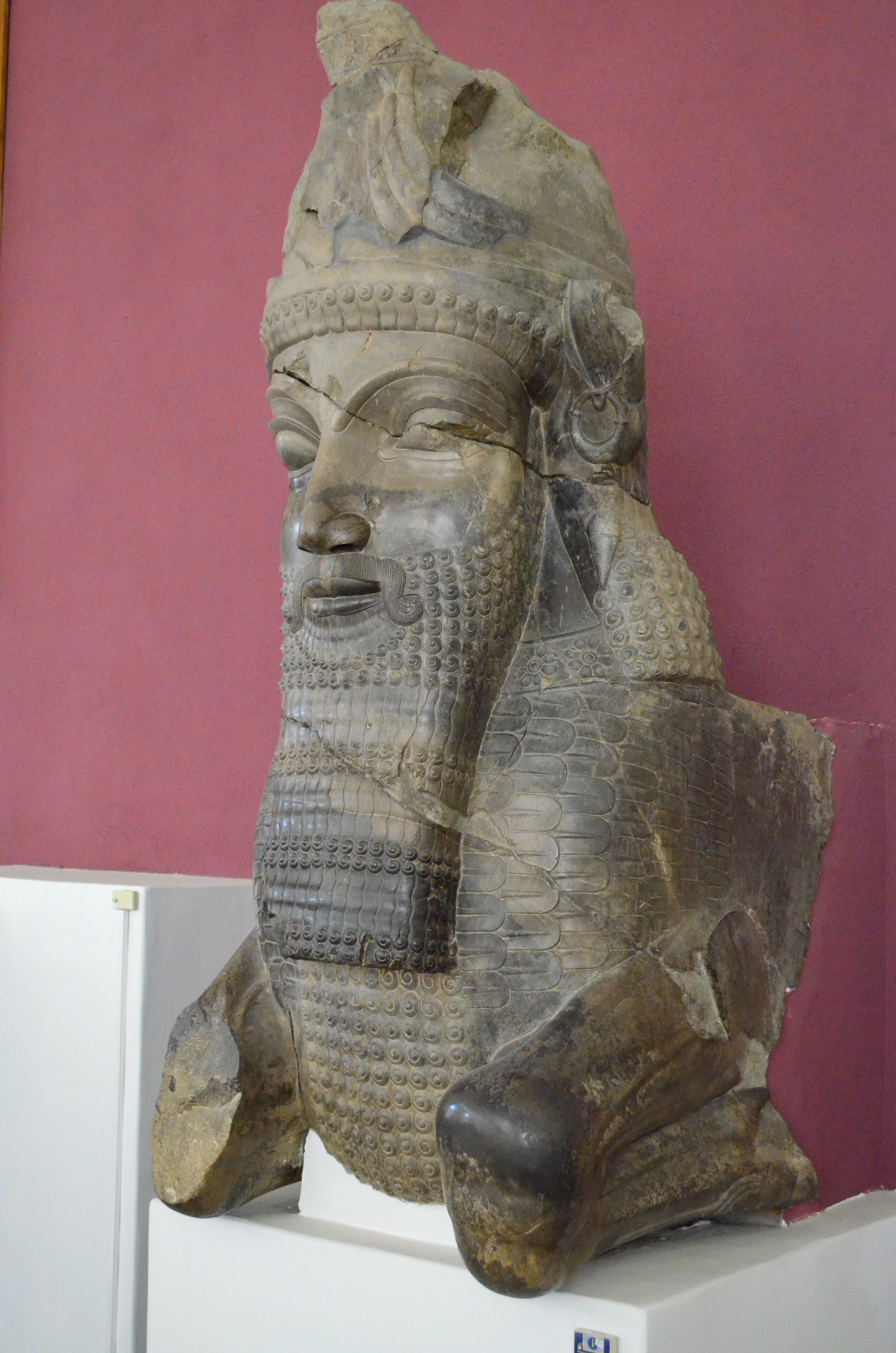
Capitello
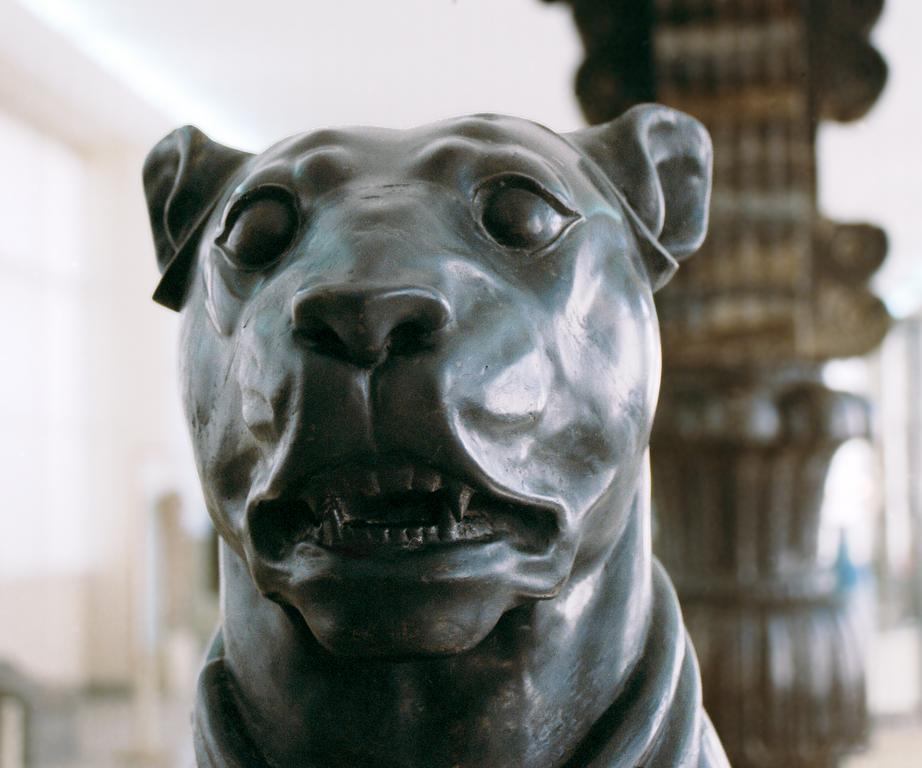
Statua di mastino, scoperta nell'Apadana a Persepoli
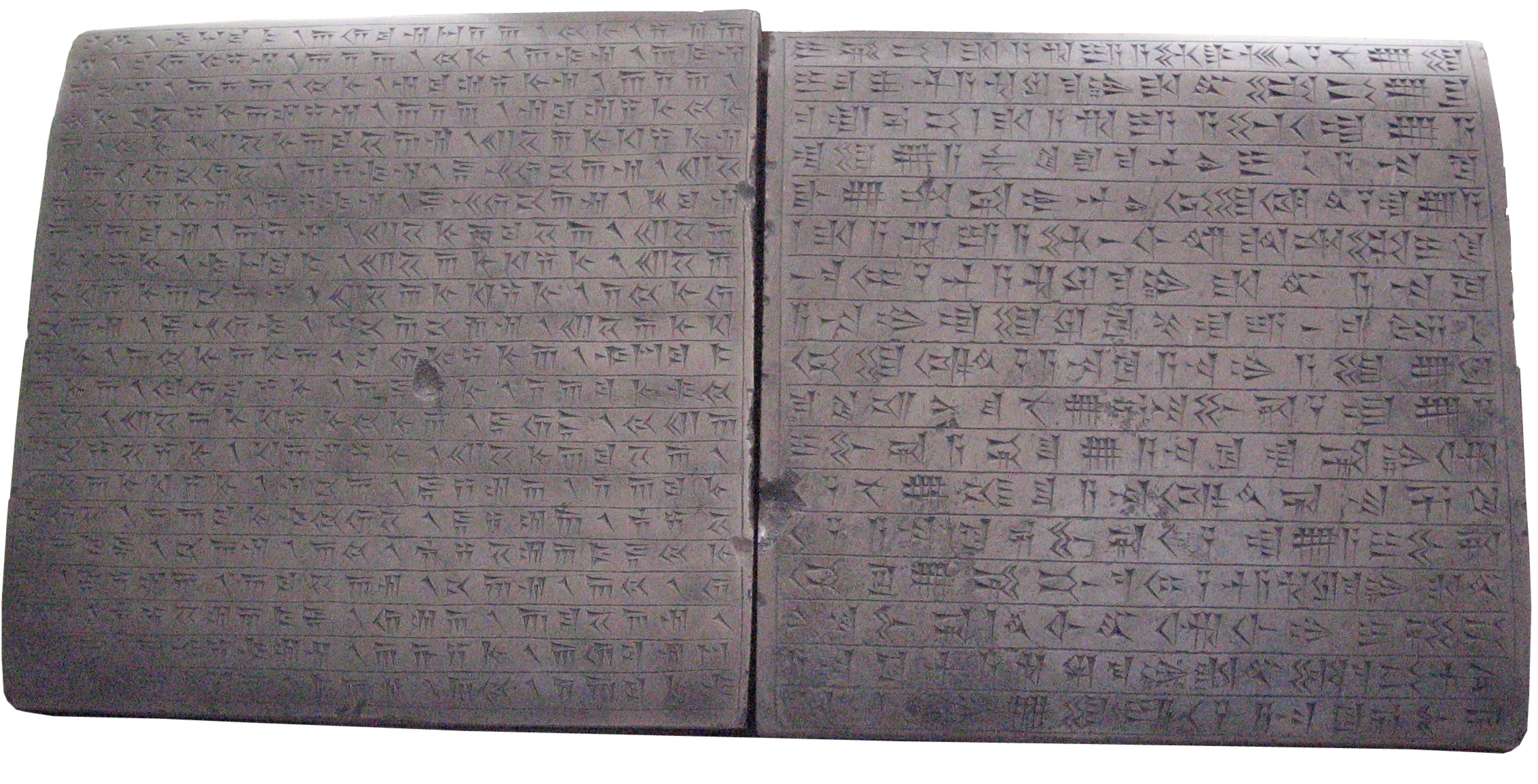
Tavolette di Serse

#### Il bassorilievo dell'Udienza reale
Uno dei pezzi di maggior pregio è il bassorilievo che rappresenta l'Udienza reale di Serse assiso in trono e il figlio Dario I subito dietro. Il sovrano ha in mano lo scettro e un mazzo di fiori di loto, Dario tiene anch'egli un mazzo di fiori di loto e mentre tiene alzata la mano destra in segno di saluto. Ancora dietro troviamo un persiano con un panno avvolto intorno a testa, subito dietro vi è un Mede con l'arco a tracolla e un'ascia infine due soldati in abito parsi. Davanti al sovrano un Mede si avvicina e porta la mano davanti alla bocca in segno di rispetto. Il bassorilievo venne scoperto nel 1938 da Erich F. Schmidt nella Tesoreria di Persepoli e originariamente adornava la facciata del basamento prospiciente la scalinata centrale del portico settentrionale dell'Apadana, un secondo bassorilievo è custodito presso l'Istituto Orientale di Chicago. Il suo stato di conservazione è ottimale. 

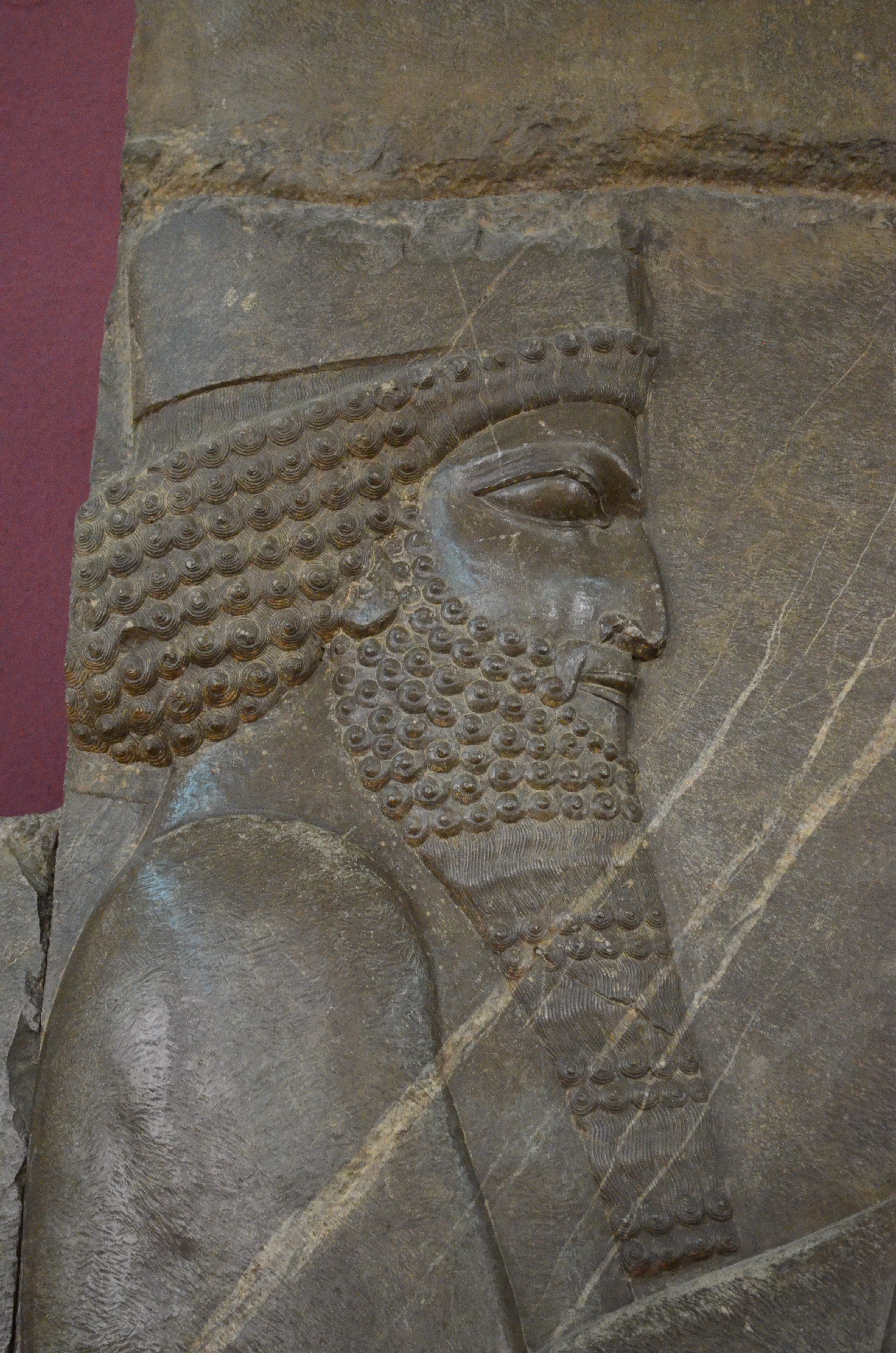
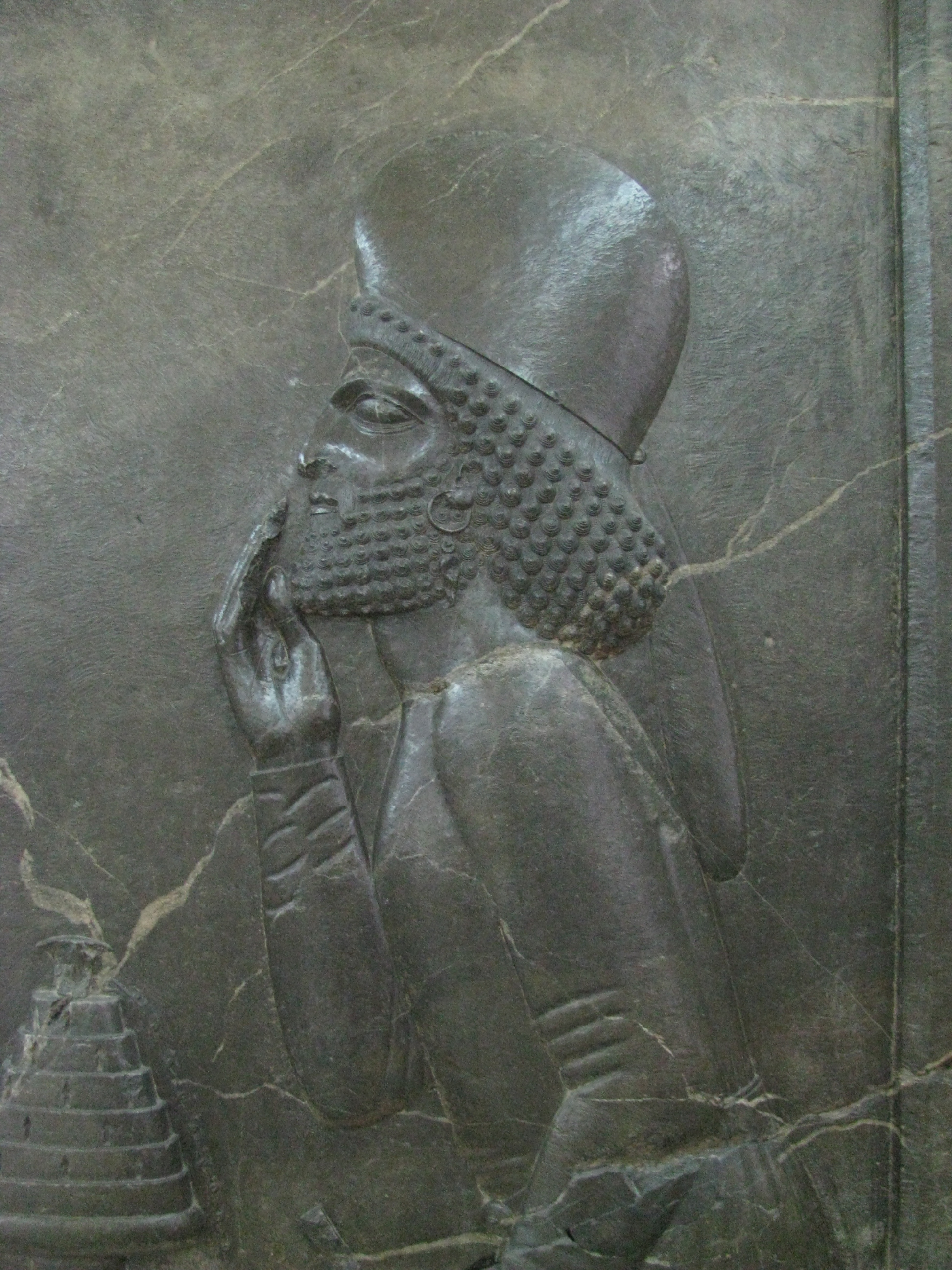
Soldato che si presenta davanti al sovrano in segno di rispetto
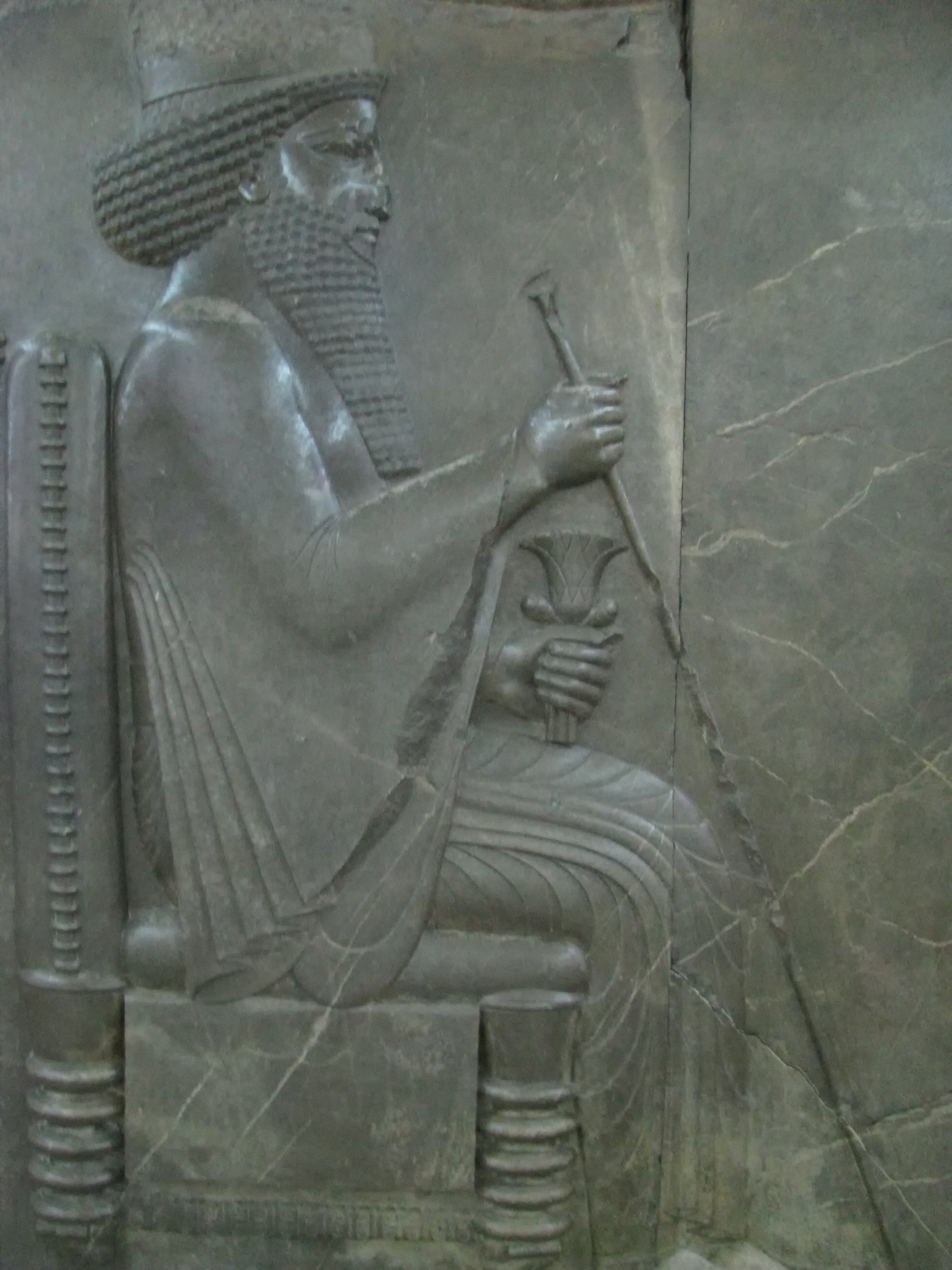
Il sovrano Dario I o Serse
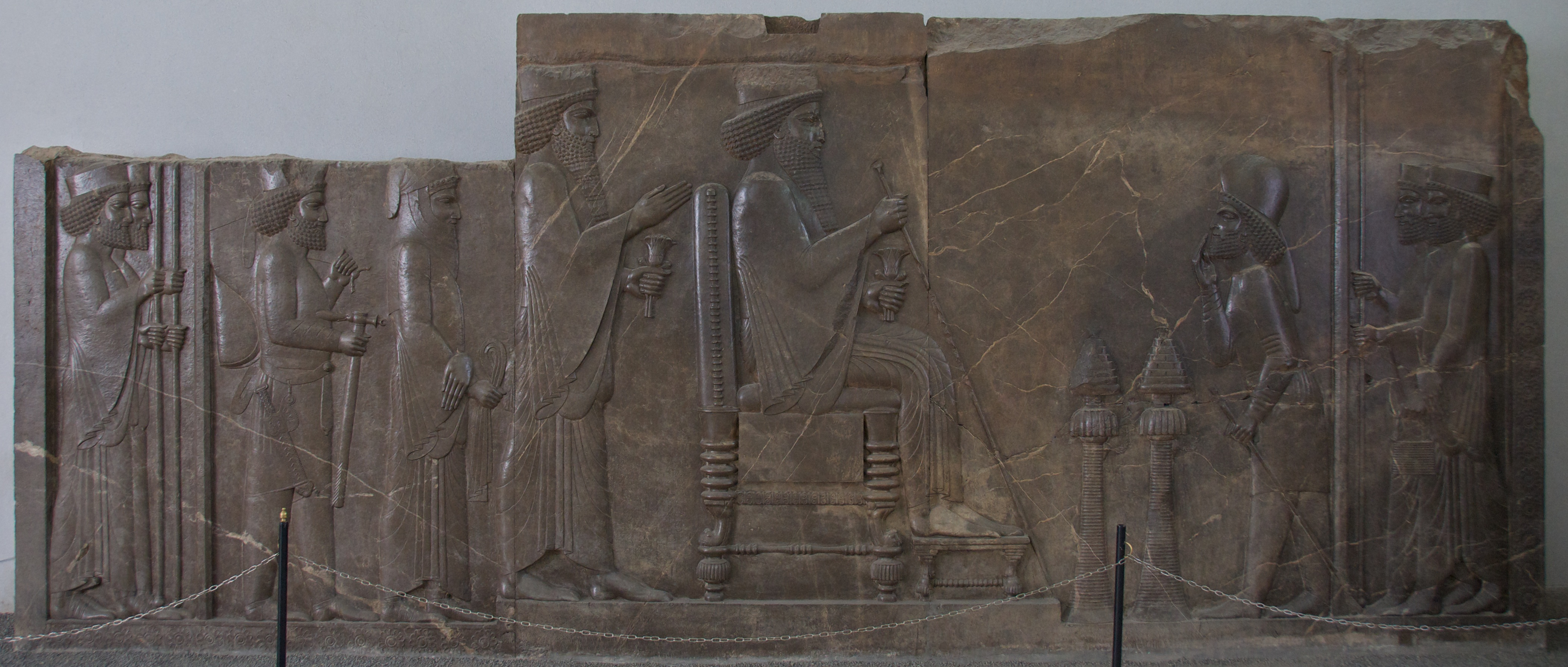
Il bassorilievo completo

### Susa
Da Susa provengono diversi reperti che permettono di comprendere abbastanza riguardo alla vita e all'economia dell'antica città. Un reperto famoso è quello della statua acefala di Dario I scoperta a Susa nel 1972. La statua presenta nel basamento dei bassorilievi geroglifici. Del II millennio a.C. è la statua di leone in terracotta. 

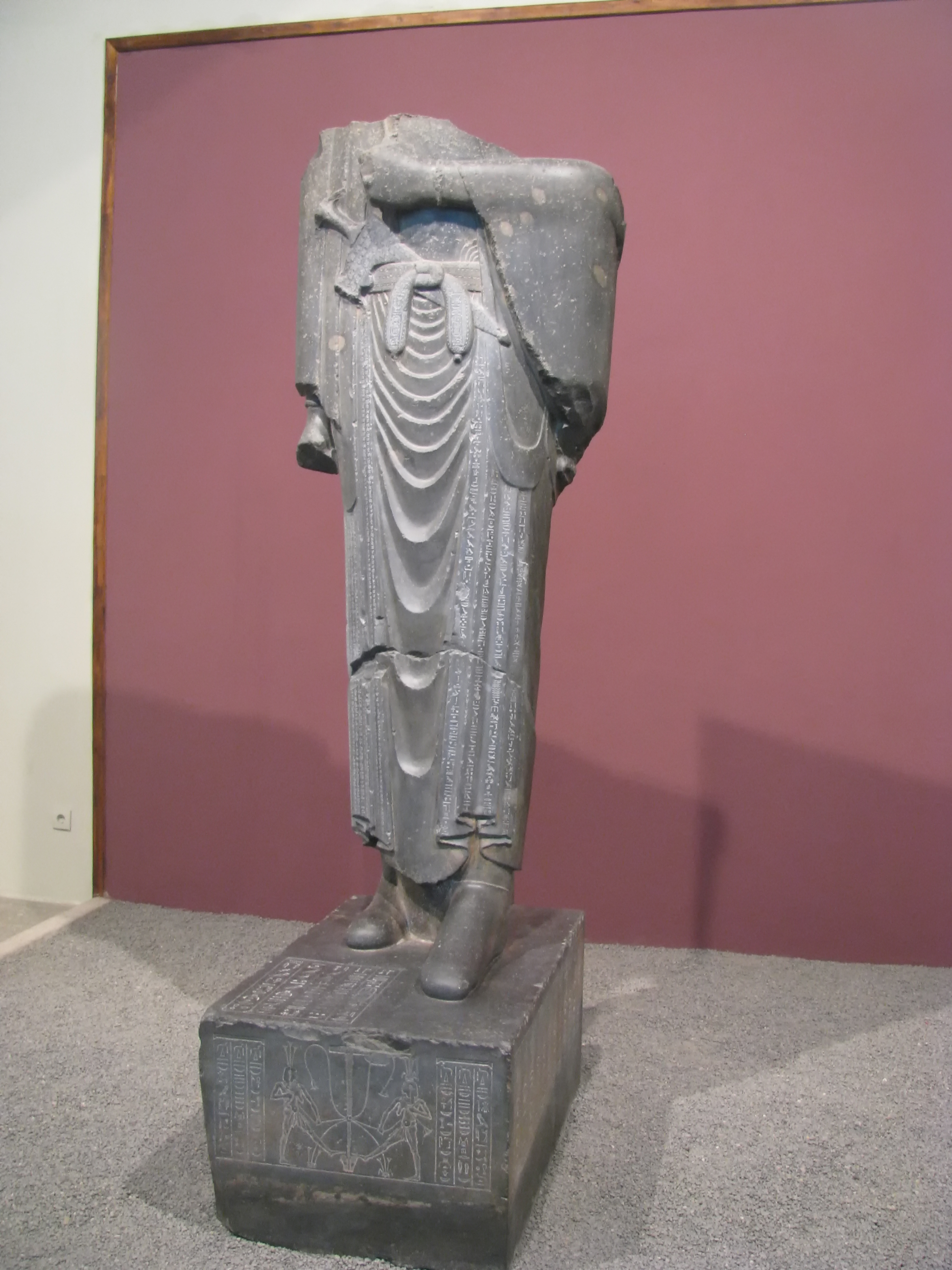
Statua di Dario I
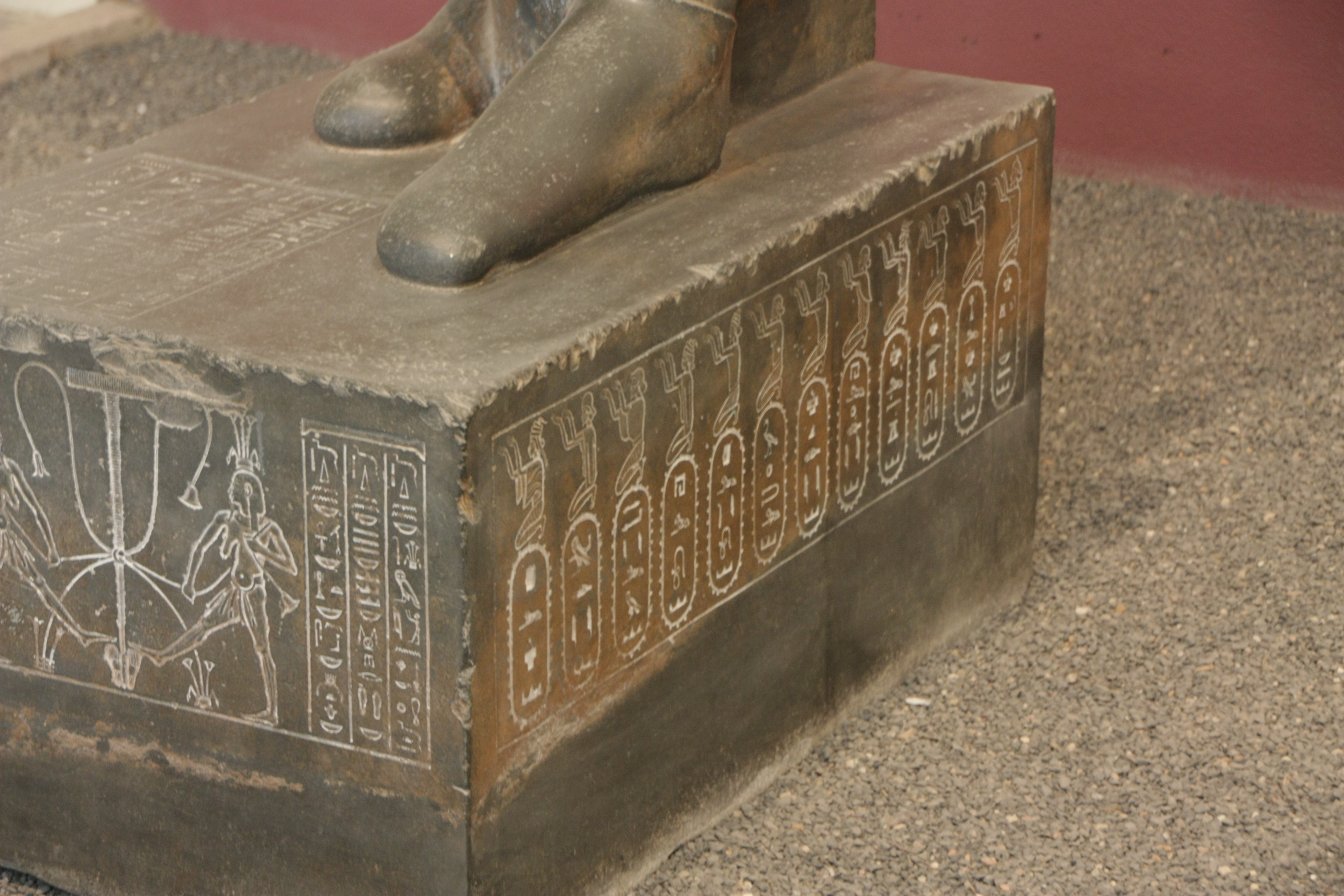
I geroglifici
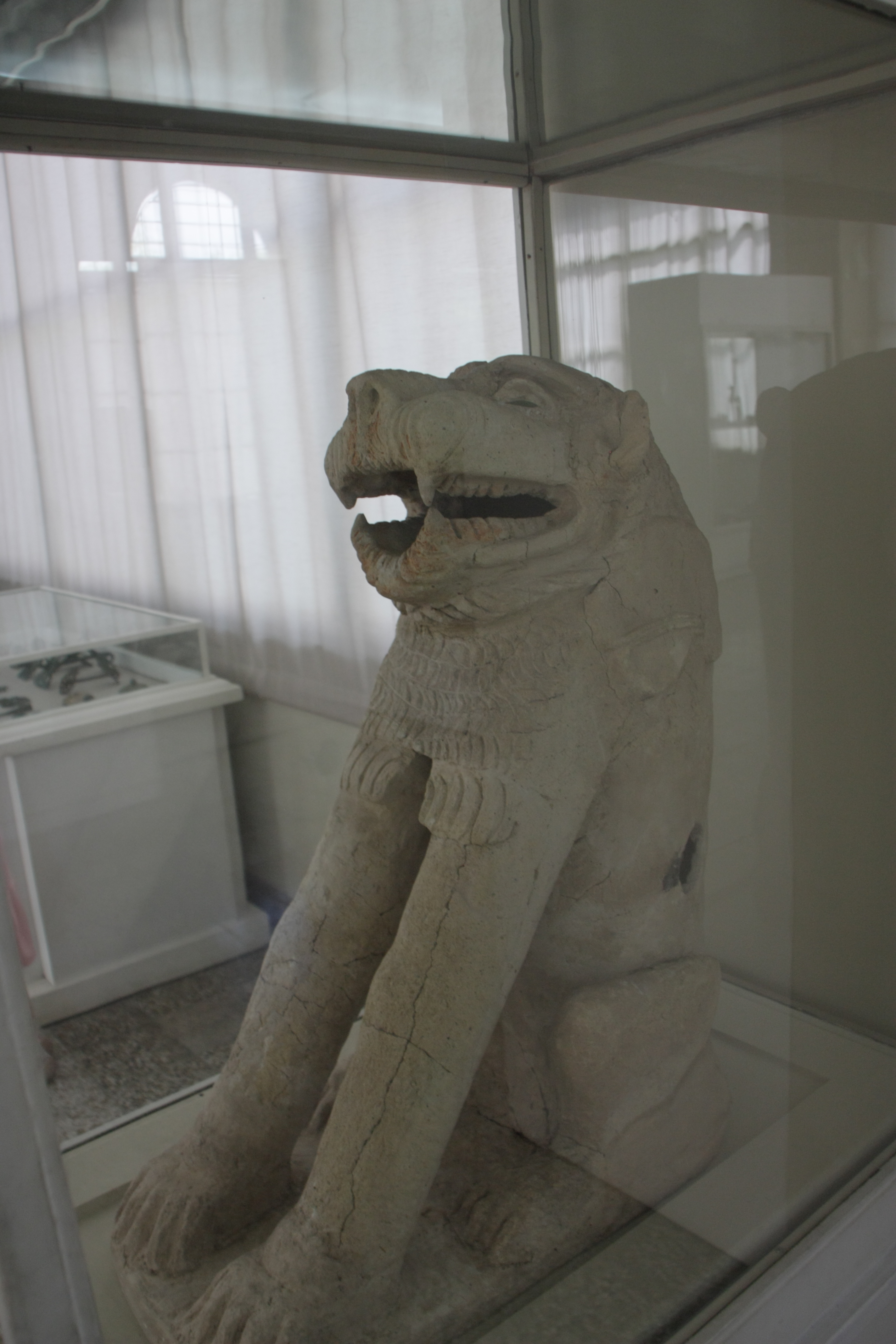
Leone di Susa

### Reperti greci
Seppur non in grande quantità, all'interno del museo sono presenti alcuni reperti di epoca greca: statue e iscrizioni che mostrano come l'influenza e gli scambi commerciali col mondo greco fossero una realtà presente. Ma c'è anche da considerare la conquista di Alessandro il Macedone che determinò una diffusione della cultura greca.

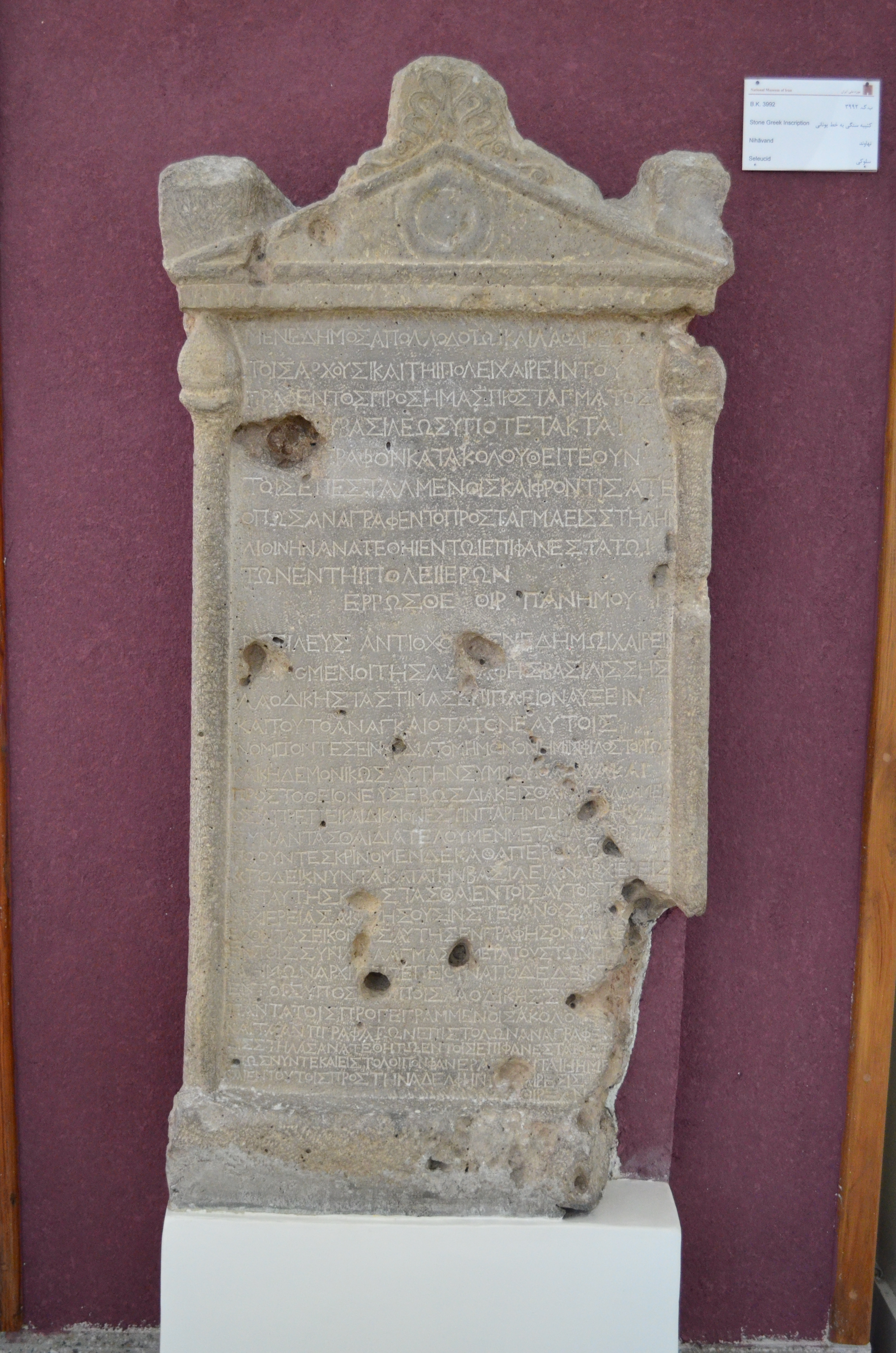
Lastra con testo in greco
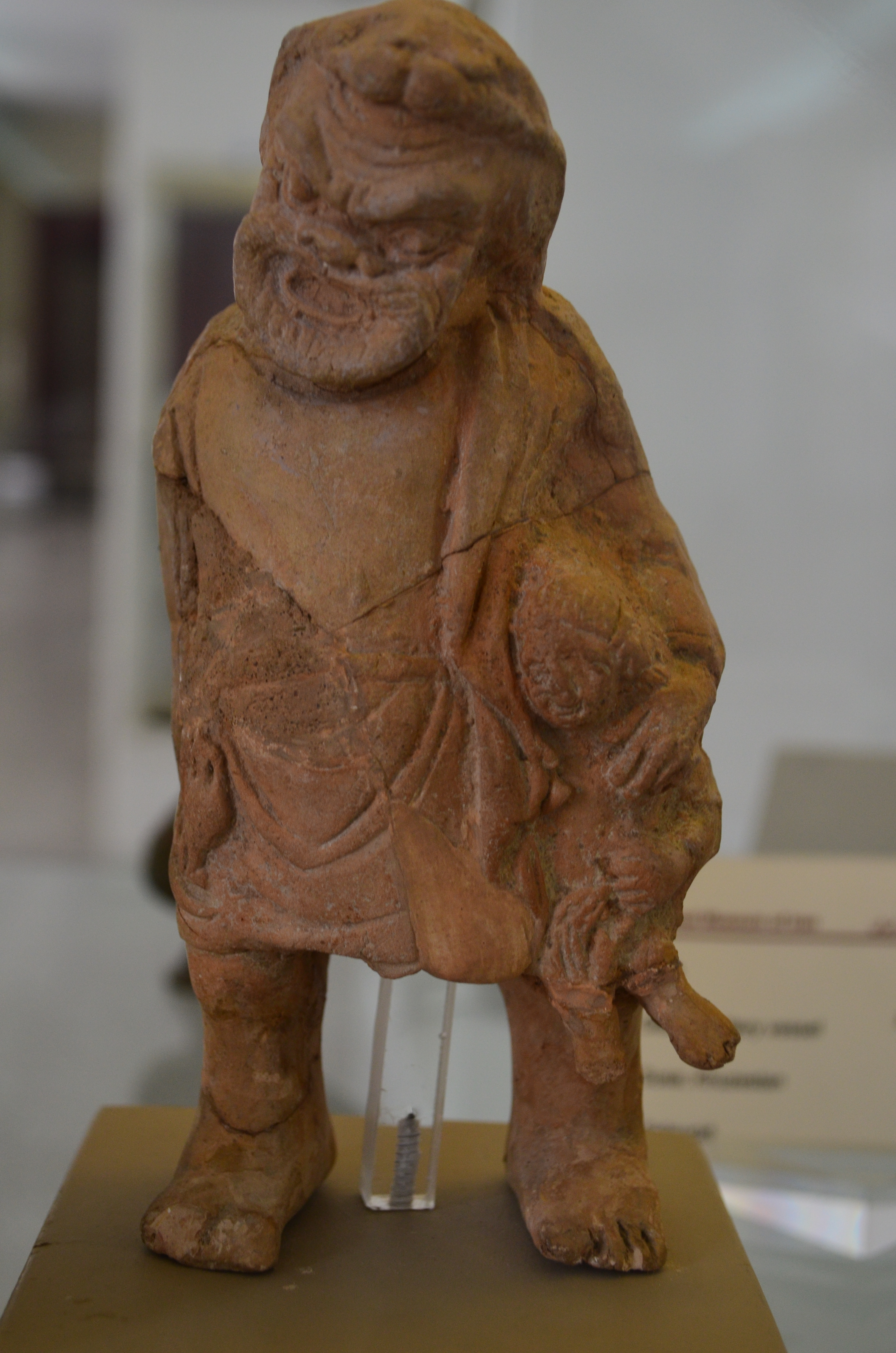
Statuetta di Dioniso
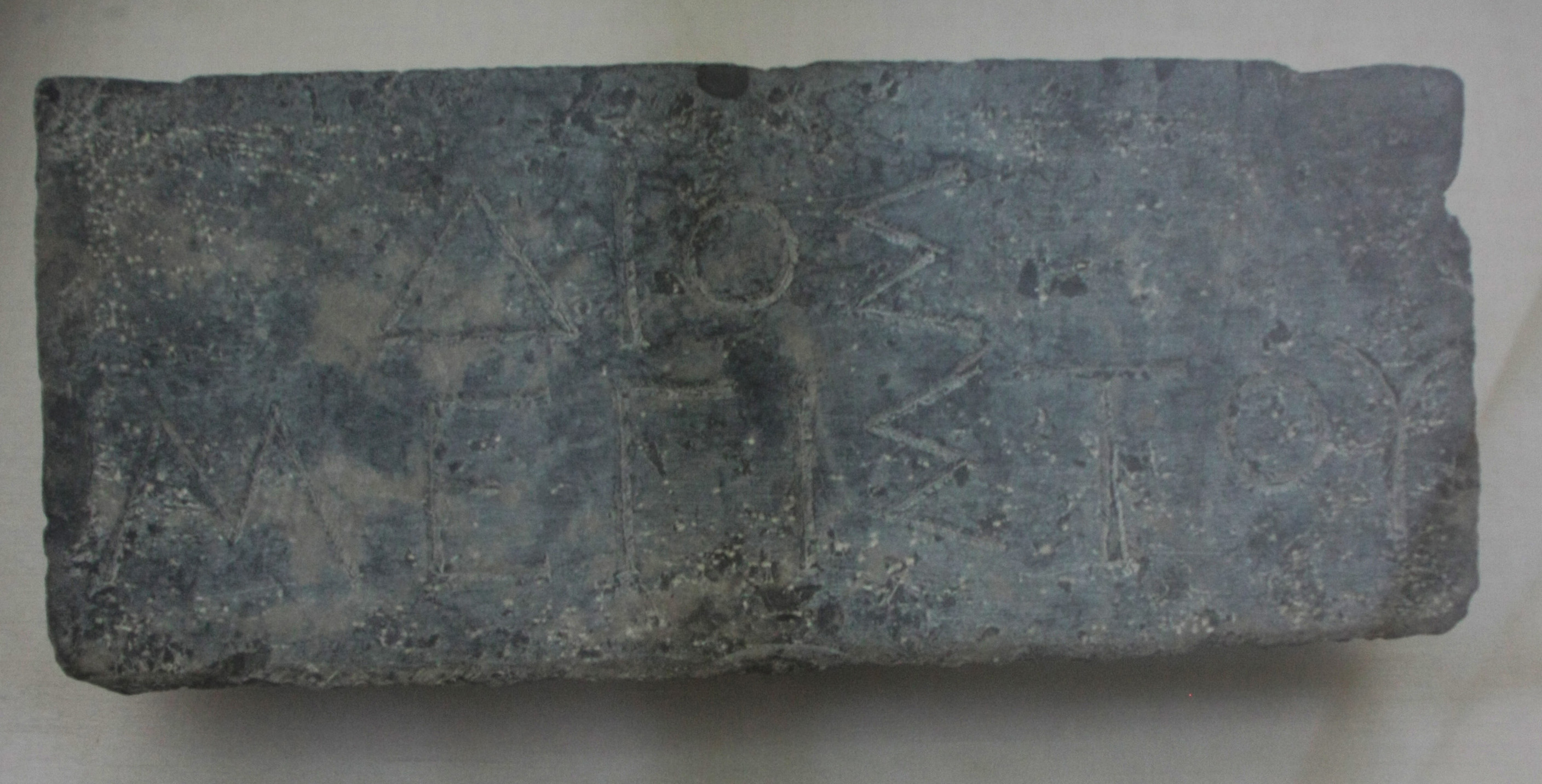
Iscrizione in greco proveniente da Persepoli
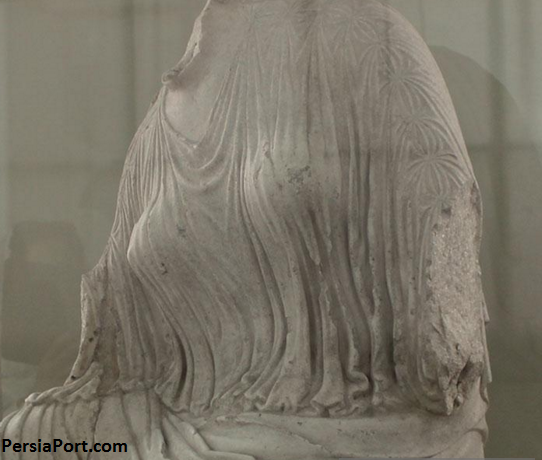
Statua di Penelope

### L'Uomo di Sale
L'Uomo di sale di Zanjan è probabilmente un minatore del III o IV secolo d.C. di cui sono stati rinvenuti i resti mummificati, con la testa i capelli e la barba bianchi. Gli utensili e il corpo si sono preservati perché sepolti nel sale.

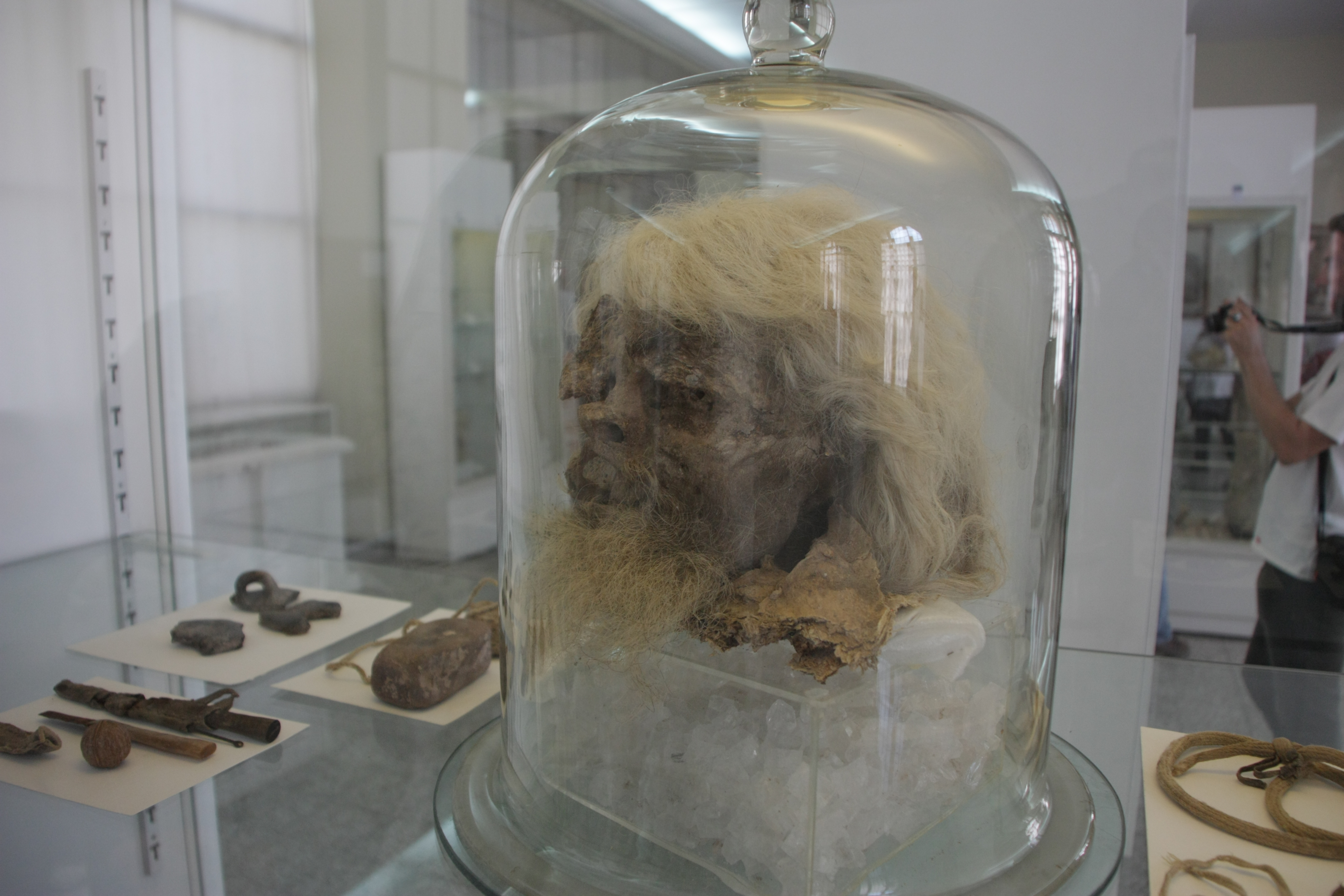
La testa
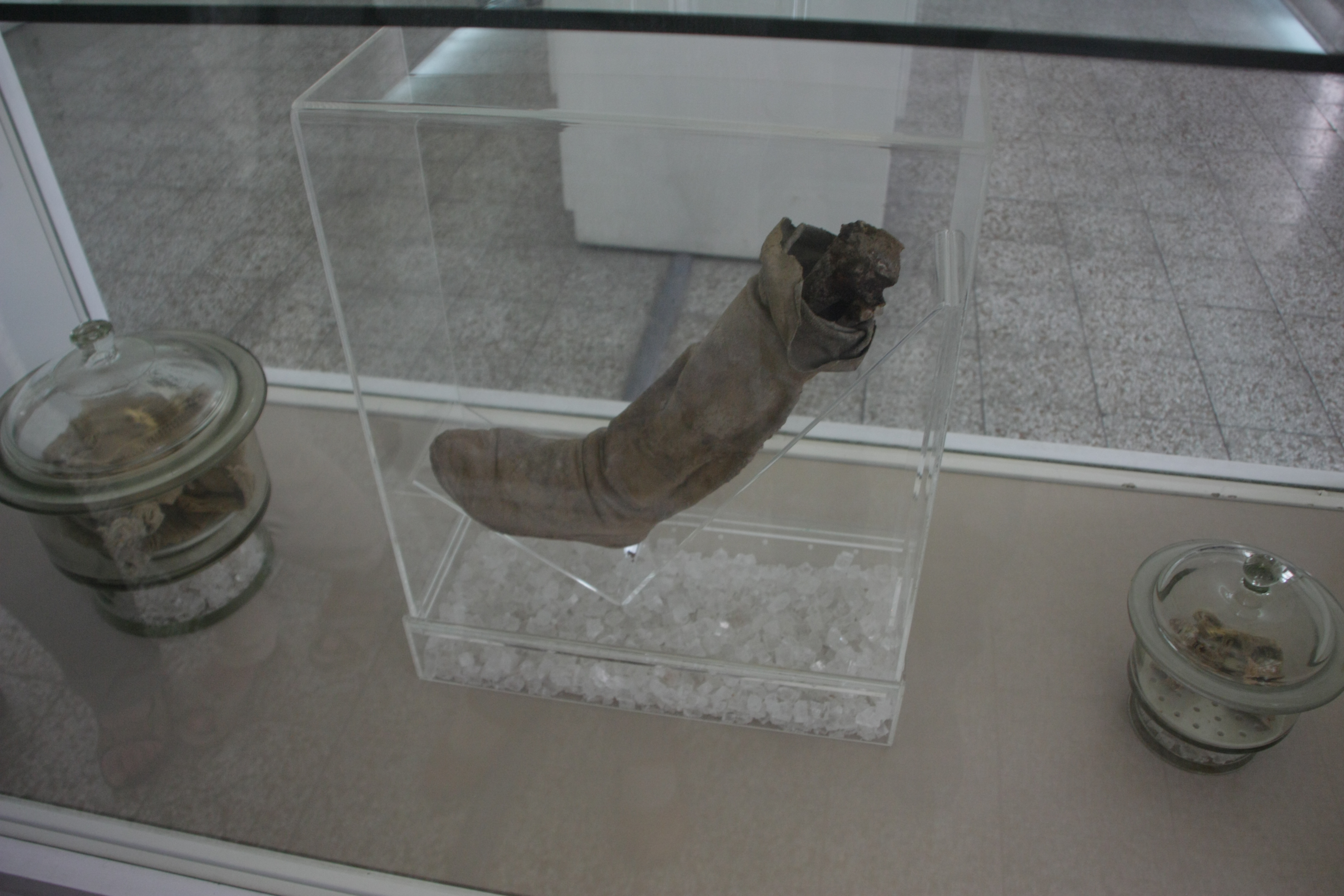
La gamba
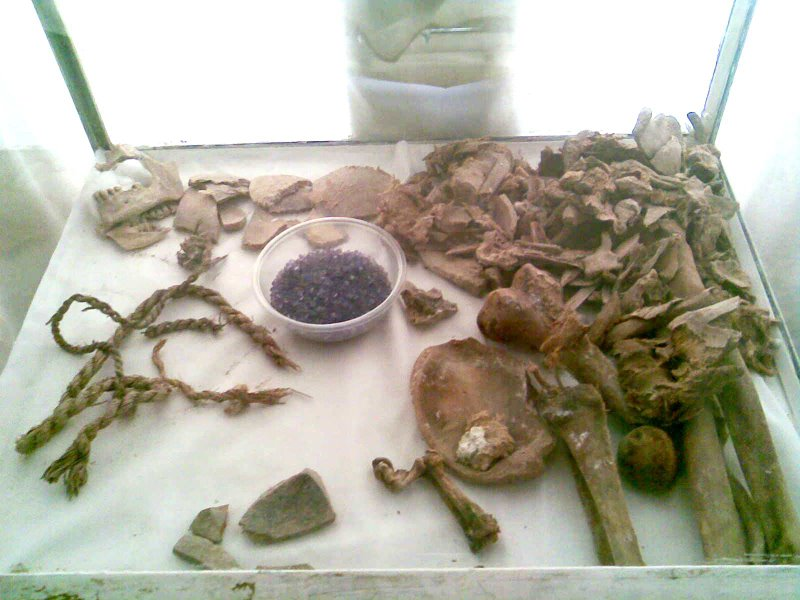
Reperti

## I Dipartimenti
- Dipartimento di Conservazione
- Dipartimento Paleolitico Fereidoun Biglari
- Dipartimento Osteologico
- Dipartimento Preistorico
- Dipartimento Storico
- Dipartimento Islamico
- Dipartimento delle iscrizioni
- Dipartimento Medaglie e monete
- Centro degli studi ceramici

## Esposizioni
Il piano terra del nuovo edificio è dedicato alle mostre di arte contemporanea delle collezioni del museo. Le esposizioni temporanee sono presenti due o tre volte l'anno, e sono di solito eseguite per circa uno o due mesi. Una delle mostre di maggior successo, dal titolo Evidenze di duecentomila anni dell'uomo-animale in Iran, è stata aperta da agosto all'ottobre 2014. La mostra era principalmente sul rapporto e la convivenza delle società umane del passato e le varie specie di animali in Iran, dopo la fine del Paleolitico inferiore sino ai tempi moderni.

## Galleria d'immagini

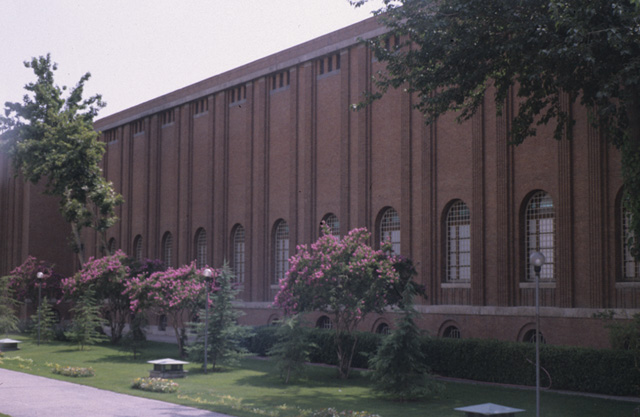
Veduta laterale del Museo
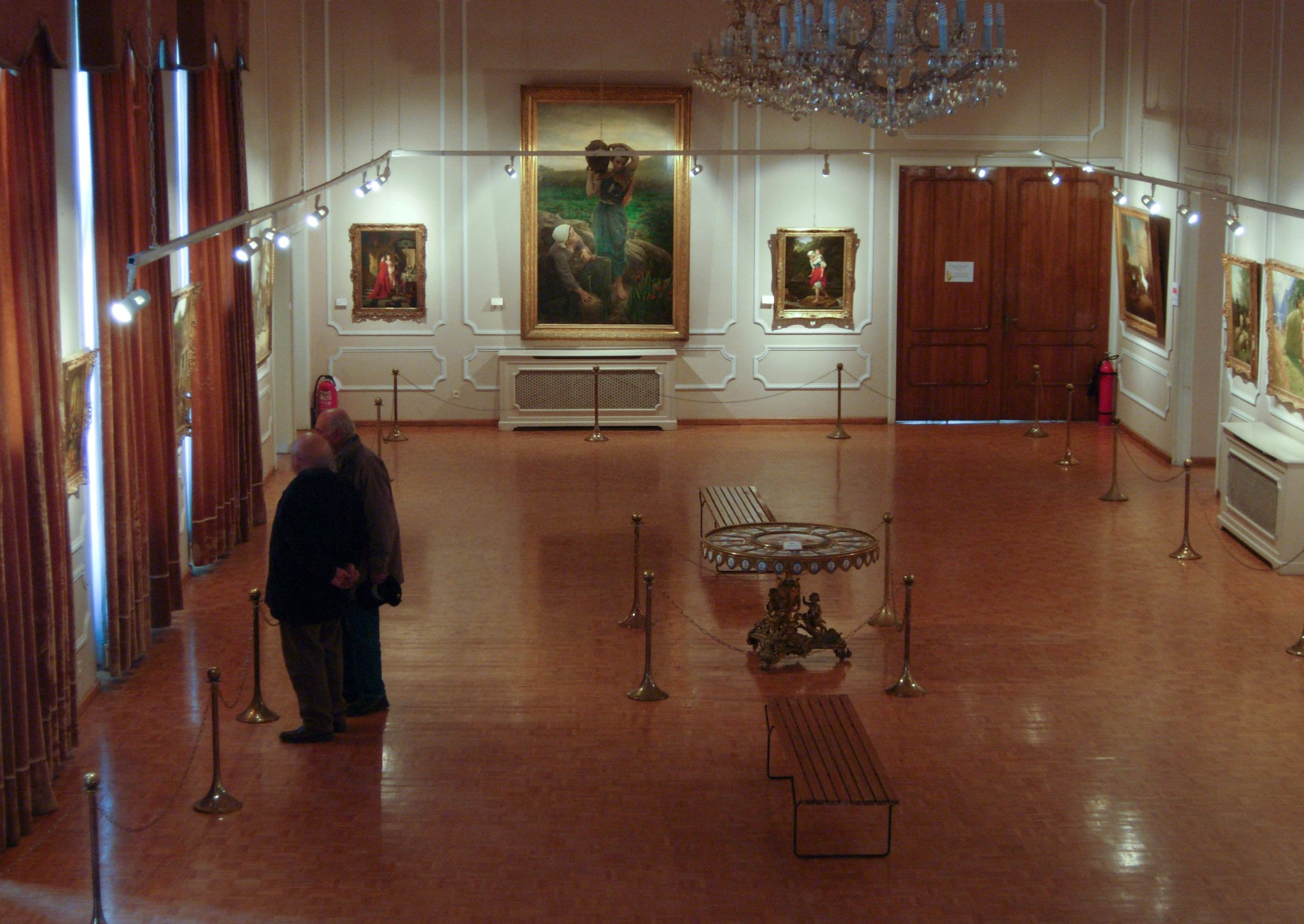
Interno della sezione dipinti
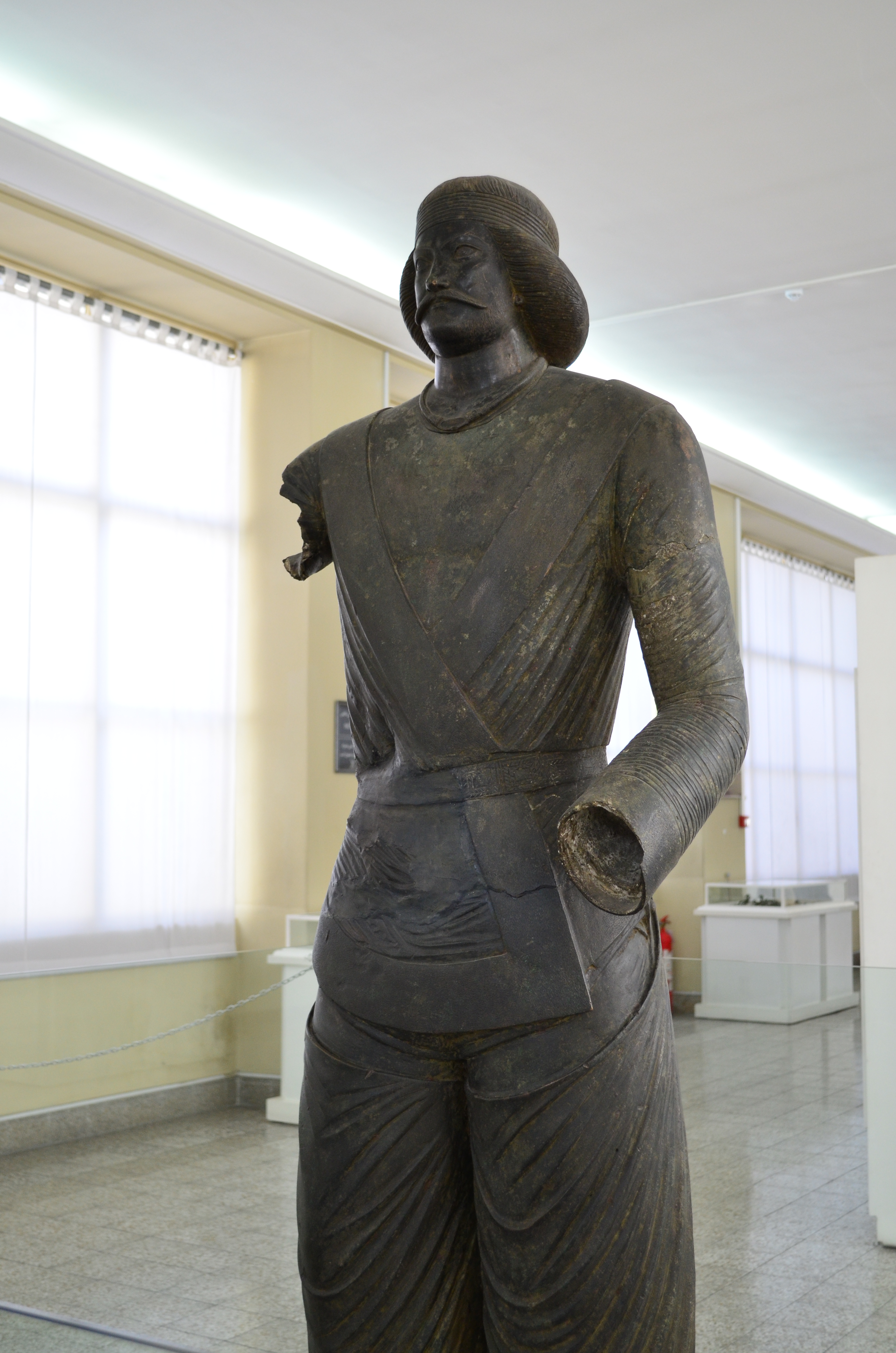
Statua di un nobile Parto
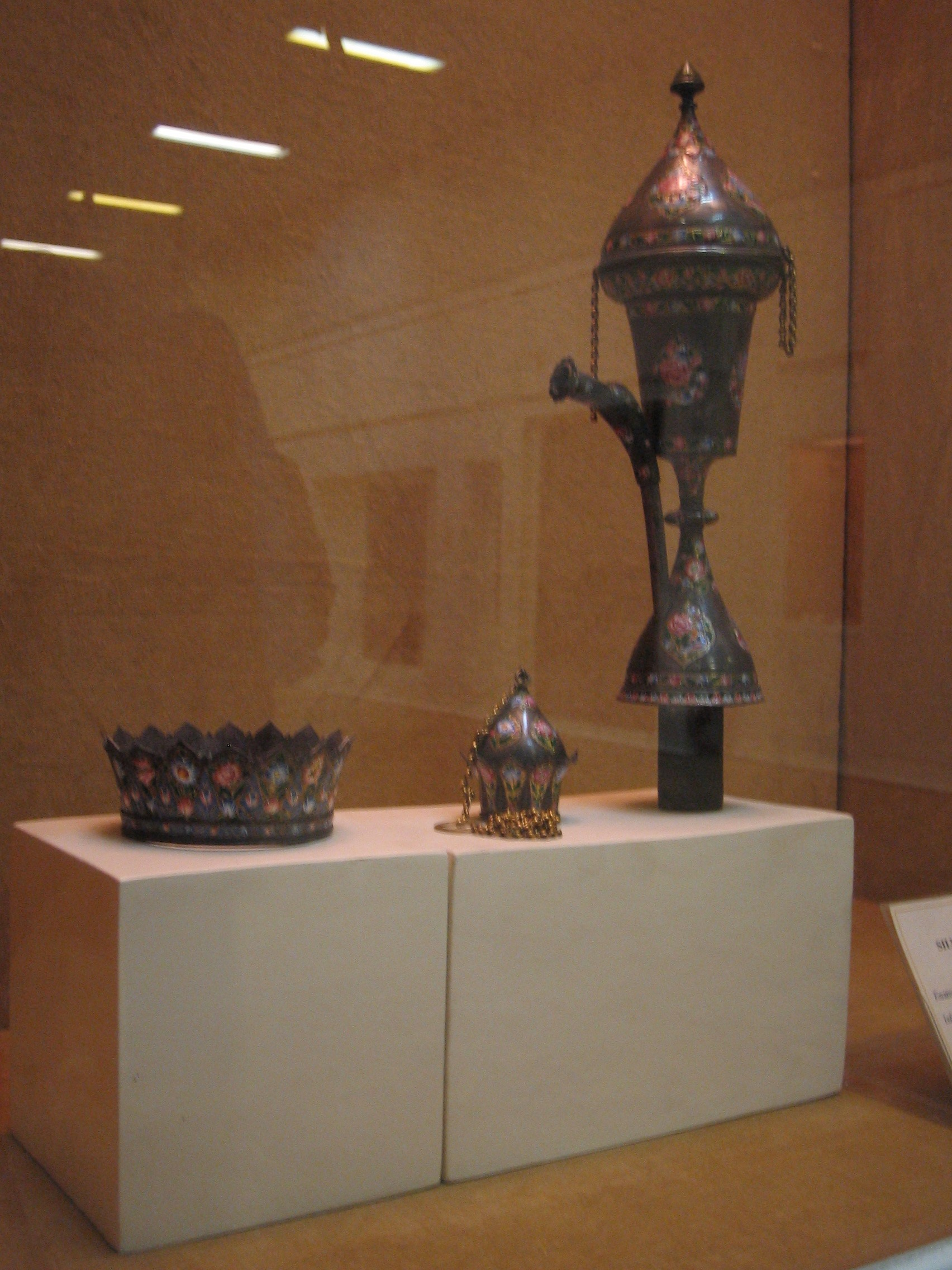
Una hookah del XIX secolo, Museo dell'Era (post-) Islamica
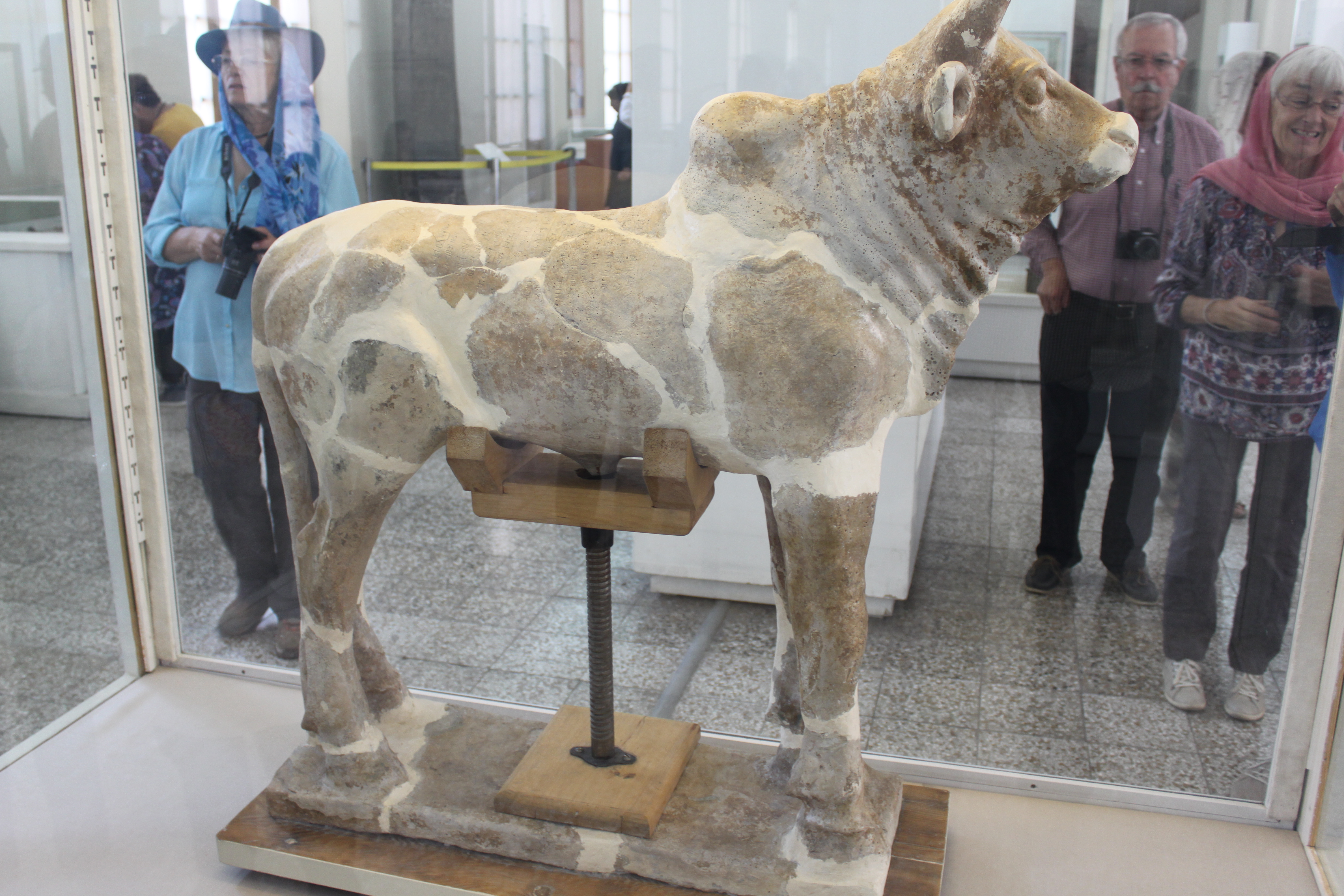
Scultura Elamita di toro, del secondo millennio a.C.
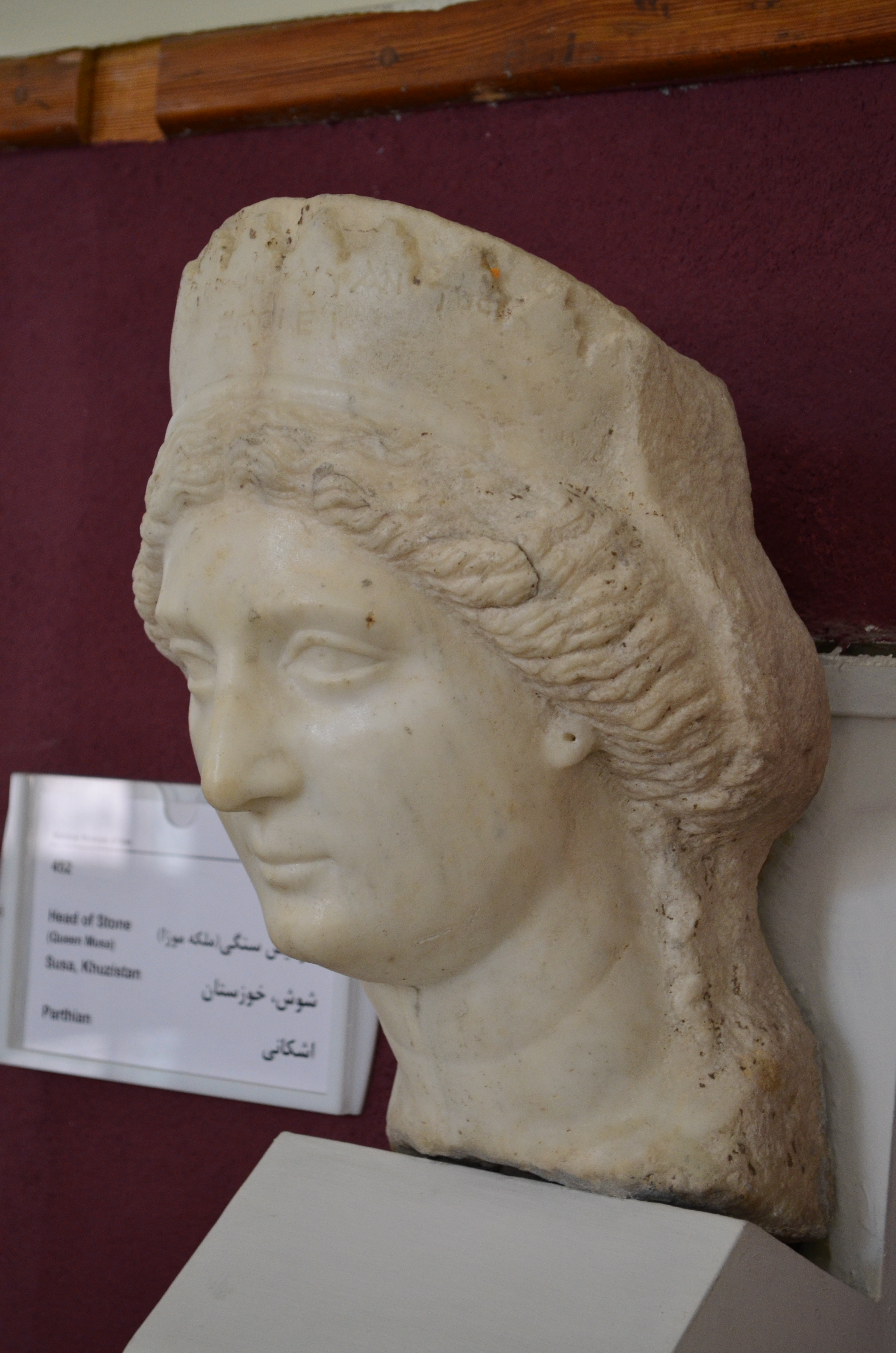
Statua della regina dei Parti Termusa